# Klassieke dichotomie
In de macro- en de monetaire economie verwijst het begrip klassieke dichotomie (ook klassieke tweedeling) naar het idee dat wordt toegeschreven aan de klassieke en de pre-keynesiaanse economie dat reële en nominale variabelen afzonderlijk van elkaar geanalyseerd kunnen worden. Om precies te zijn vertoont een economie een klassieke dichotomie als reële variabelen zoals de productie en reële rente volledig geanalyseerd kunnen worden zonder rekening te houden met wat er gebeurt met hun nominale tegenhangers, de geldwaarde van de output en de nominale rente. In het bijzonder betekent dit dat het reële bnp en andere reële variabelen kunnen worden bepaald zonder men het niveau van de nominale geldhoeveelheid of de inflatievoet ook maar hoeft te weten. Een economie vertoont de klassieke dichotomie als het geld neutraal is en alleen het prijspeil en niet de reële variabelen beïnvloedt.
De klassieke dichotomie was een integraal onderdeel van het denken van een aantal prekeynesiaanse economen ("de geldsluier") als een lange termijn propositie. Men vindt dit idee vandaag de dag nog bij de nieuw-klassieke theorieën van de macro-economie. keynesianen en monetaristen verwerpen de klassieke dichotomie, omdat zij van mening zijn dat de prijzen star zijn. Dat wil zeggen dat zij denken dat de prijzen zich in de korte termijn niet aanpassen, met als gevolg dat een toename van de geldhoeveelheid de geaggregeerde vraag verhoogt en dus de reële macro-economische variabelen verandert. Ook postkeynesianen verwerpen de klassieke tweedeling, zij het om andere redenen; zij benadrukken de rol van de banken in het geldscheppingsproces, zoals bijvoorbeeld in de monetaire circuittheorie.

## Wiskundige representatie
Als een economie de klassieke dichotomie laat zien, kan er een comparatief statische-analyse worden uitgevoerd met behulp van een jacobiaanse matrix in een driehoekige blokvorm. Veronderstel dat men 
{\displaystyle \mathbf {J} dy=dx}
schrijft, waar {\displaystyle dx} enkele exogene schokken (veranderingen in productiviteit, de totale vraag, geldhoeveelheid, enz. weergeven (eest worden hier de reële schokken worden genoemd, en {\displaystyle dy} de verandering in de endogene variabelen (output, werkgelegenheid, prijzen, enz. vertegenwoordigt (opnieuw worden eerst de reële variabelen opgesomd). Vervolgens kan de matrix J als volgt in deelmatrices worden opgedeeld:
{\displaystyle \mathbf {J} ={\begin{bmatrix}A&0\\B&C\\\end{bmatrix}}}
Wanneer met andere de klassieke dichotomie van toepassing is, kan men berekenen hoe alle reële variabelen veranderen door alleen de deelmatrix {\displaystyle A} te inverteren, dus met uitsluiting uit de analyse van alle nominale variabelen, zoals de geldhoeveelheid en de prijzen.